# Château du Wasenbourg
Le château du Wasenbourg est une ruine du XIIIe siècle situé dans le département du Bas-Rhin, au cœur des Vosges du Nord. Il culmine à 432 mètres sur la colline du Reisberg.
Il surplombe la ville de Niederbronn-les-Bains dont il dépend administrativement et se situe dans la forêt entre Niederbronn et Oberbronn. On peut l'apercevoir de la route départementale 1062, entre Haguenau et Bitche, à la sortie du village.
L'édifice fait l'objet d'un classement au titre des monuments historiques depuis le 6 décembre 1898.

## Historique

### La tour de guet et le temple romains

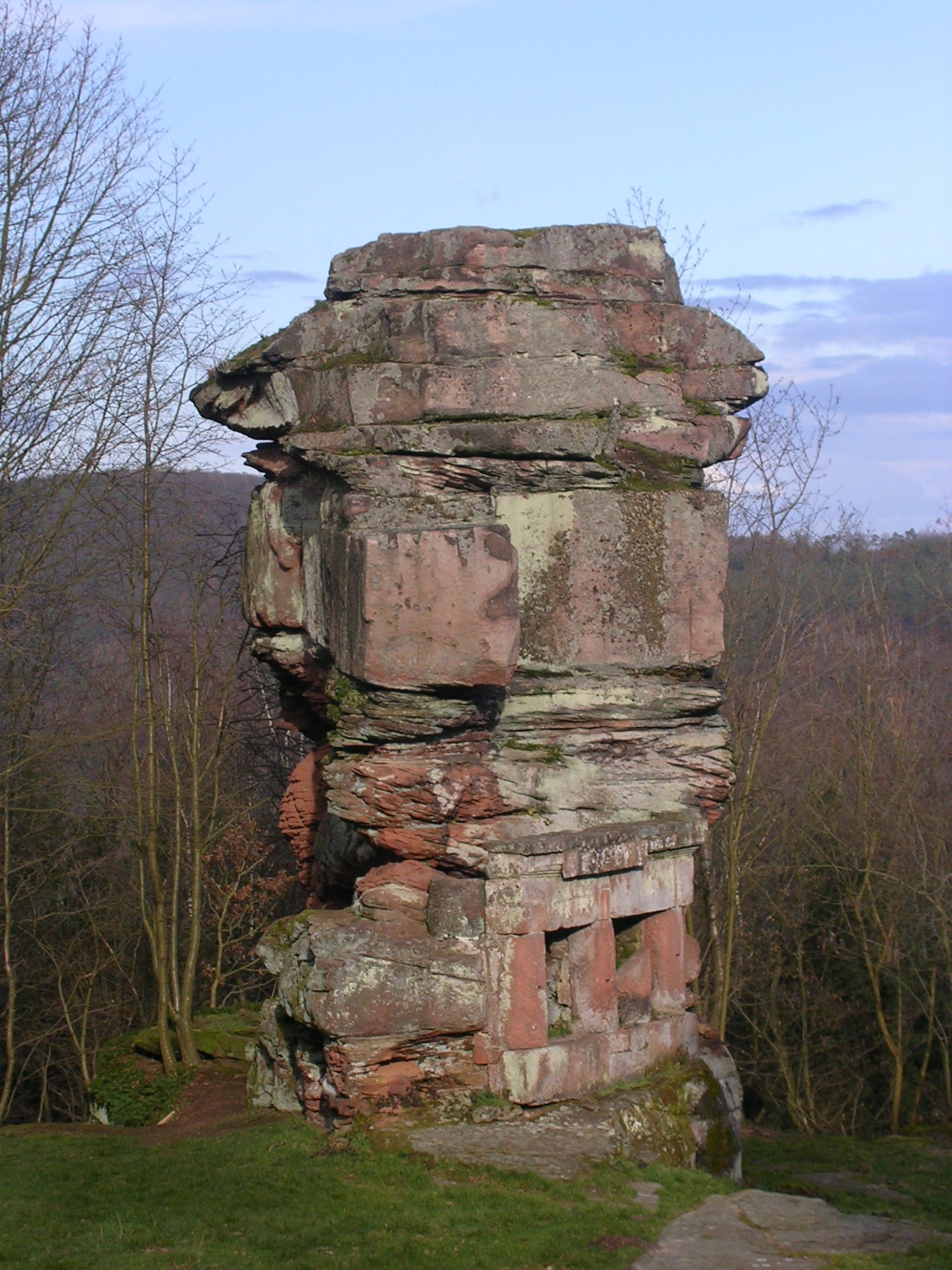
Specula romaine à proximité du château.

À l'époque romaine (vers l'an 90) le site servait d'observatoire (specula) à un groupe de la VIIIe légion ancrée à Argentoratum, à partir d'un rocher en grès vosgien appelé le Wachfels, (le rocher de veille).
Les Romains avait construit à l'emplacement occupé par le château actuel un temple dédié à Mercure. On peut encore y lire l'épigraphe suivant :
« DEO MERCURIO ATTEGIAM . TEGULICIAM COMPOSITAM . SEVERINIUS SATULLINUS C. F. EX . VOTO POSUIT L. L. M. », (traduit ainsi : Severinius Satullinus, fils de Caïus, a, en exécution d'un vœu librement fait élever et consacrer ce petit édifice en tuiles au Dieu Mercure comme monument).
Trois lourds piliers monolithiques sont accolés au Wachfels et barrés d'une épaisse architrave ayant des gravures latines illisibles, placées sur un socle rectangulaire. Ils proviennent du château médiéval, mais n'ont aucun rapport avec le temple romain, et ont été placés là maladroitement par Charles Matthis après les premières fouilles. L'épigraphe ne se trouve pas sur le rocher de guet mais sur un mur naturel du château.
Au XVIIIe siècle on découvrit près du château une pierre gravée. Déposée à Strasbourg, elle fut détruite lors de la guerre de 1870. Le texte fragmentaire était rédigé ainsi :
« MERCURIO AEDEM …ORUM
SUIS ORNAMENTIS …RUNT » (que l'on peut traduire par : À Mercure est consacré ce temple avec ses ornements (érigé par un groupe)).
Le site romain a été abandonné après l'invasion des Huns de 451.

### Le château
Le terme Fasenburg apparaît dans des documents datés de l'année 751. Le nom est emprunté au Pays vasgovien, « Wasgau » en allemand.
Le Wasenbourg est cité au VIIIe siècle. Il s'agissait sans doute d'une construction en bois sur les bases rocheuses du temple romain.
Un document de 1273 parle de la reconstruction du château par l'évêque de Strasbourg. La cour extérieure comportait les écuries, celle intérieure les locaux des serviteurs et le stockage des réserves. À partir de celle-ci une porte cintrée permet l'accès à la salle des chevaliers. Parmi les moellons qui soutenaient le plafond, on trouve encore une tête sculptée à l'image probable du maître d'œuvre. La salle contient une cheminée et deux bancs en grès devant des fenêtres gothiques ouvertes sur la plaine d'Alsace. Malgré l'effort artistique fait sur les portes et les fenêtres, le château est sobre et sévère avec peu d'ornementations, ainsi qu'il convient à une forteresse défensive fermée au monde extérieur.

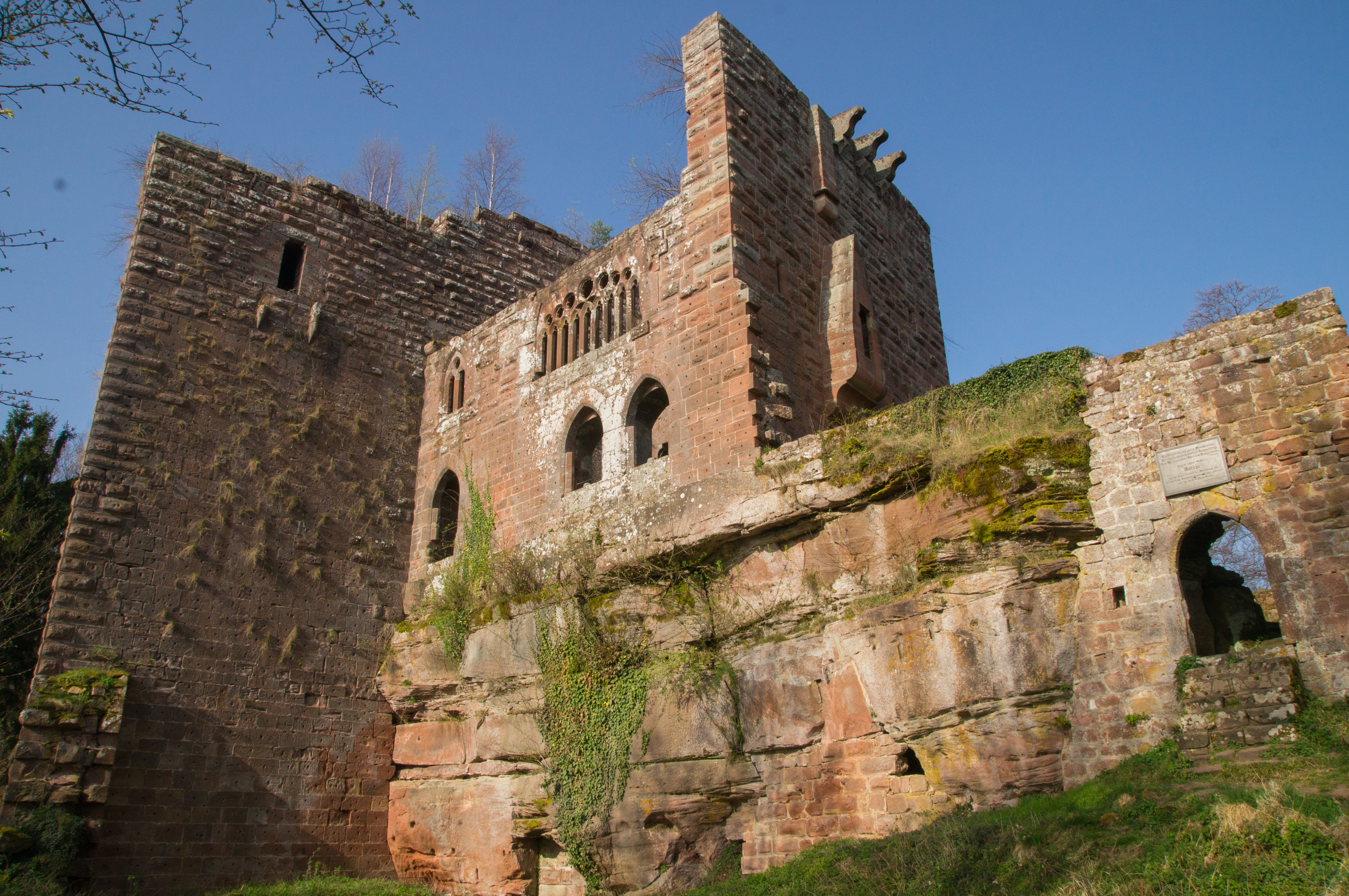
Ruines du château du Wasenbourg, 2014.

Certaines pierres portent les marques de tâcherons de la cathédrale de Strasbourg, marques en triangle, en flèche, en cercle et bien d'autres signes. L'architecte probable serait par conséquent maître Erwin de Steinbach, l'un des maîtres d'œuvre de la cathédrale de Strasbourg. Le château est géré par les nobles de Burne (Born ou Buren) sous la protection des Lichtenberg, propriétaires. En 1480, il passe aux Deux-Ponts-Bitche.
En 1570, inhabitable, il devient propriété des Hanau-Lichtenberg et loué aux Niedheimer, baillis du Hanau, puis aux Altheimer.
 Après un procès entre les Hanau et les Leiningen-Westerburg il revient à ces derniers en 1709, puis aux Hohenlohe-Bartenstein et enfin aux Strahlenheim.
Goethe, étudiant à Strasbourg, visita la ruine en 1770 ; il a écrit :
« Von dem Turm übersah man abermals das ganze Elsaß, und des Münsters deutliche Spitze bezeichnete die Lage von Straßburg. Zunächst jedoch verbreitete sich der große Hagenauer Forst, und die Türme dieser Stadt ragten dahinter ganz deutlich hervor ». (De la tour, on pouvait observer toute l'Alsace en contrebas et la flèche caractéristique de la cathédrale situait Strasbourg. D'abord cependant s'étendait la forêt de Haguenau et les tours de cette ville en dépassaient très distinctement.)
Acheté en 1890 par l'État d'Alsace-Lorraine le château est désormais une propriété domaniale.
Le château fait l’objet d’un classement au titre des monuments historiques depuis le 6 décembre 1898.
D'abord sur l'inventaire préliminaire, il a été versé à l'inventaire général en 1996.
Des fouilles pratiquées par le docteur Mehlis en 1899 ont permis de dégager un bas-relief de Mercure et des fragments de tuiles et de poteries conservés au musée de Niederbronn. Ulrich en 1936 a trouvé dans les déblais côté nord et sur le rocher près de l'entrée des carreaux de poêle vernissés, un hochet, une louche en fer, un Strassburger Pfennig et mis au jour une base circulaire de meule ou de silo (XVe – XVIe siècle). Celle-ci n'est plus visible depuis les travaux de consolidation en 1975.
Même si des érosions inévitables se produisent, en particulier sur les parties sommitales d'accès difficile le Wasenbourg reste la ruine la mieux conservée des Vosges du Nord. Toutefois des réparations conservatrices de consolidation devraient être engagées rapidement. De plus il faudrait régulièrement supprimer la végétation envahissante dans les murs, sur les sommets et à l'intérieur du château qui accélèrent le processus de dégradation.

## Légendes et contre-vérités historiques
La (re)construction du château, au XIIIe siècle, est parfois attribuée à Conrad de Lichtenberg, 68e évêque de Strasbourg. Allié à Rodolphe IV de Habsbourg le nouveau Roi des Romains, Conrad devait protéger l'entrée de la vallée du Falkensteinerbach venant de la Lorraine contre les partisans d'Adolphe de Nassau, les Landvögte (baillis) Otton III d'Ochsenstein et Cunon de Bergheim.
Le Château de Wasenbourg aurait été très endommagé lors de la guerre des paysans en 1525.
Il aurait été complètement saccagé par les troupes du baron de Montclar et de Mélac chargés par Louis XIV de détruire tous les châteaux forts des Vosges du Nord et du Palatinat en 1677.

## Description
Son mur-bouclier est suffisamment haut (22 m) et large (3,70 m) pour pouvoir remplacer la tour et inclure un escalier intérieur.
Une échauguette donne sur la cour intérieure.
Une fenêtre de 1280, composée de neuf lancettes de vitrail juxtaposées et surmontées de sept rosaces ajourées, taillée dans un seul bloc de grès, s'ouvre sur la ville de Niederbronn. Elle a été restaurée en 1909.
Chaque pierre porte sur ses deux faces le trou rond d'ancrage servant à la hisser en place au moyen d'une pince de levage.
Le mur de la cheminée a été restauré en 2009 par l'ajout de pierres neuves.

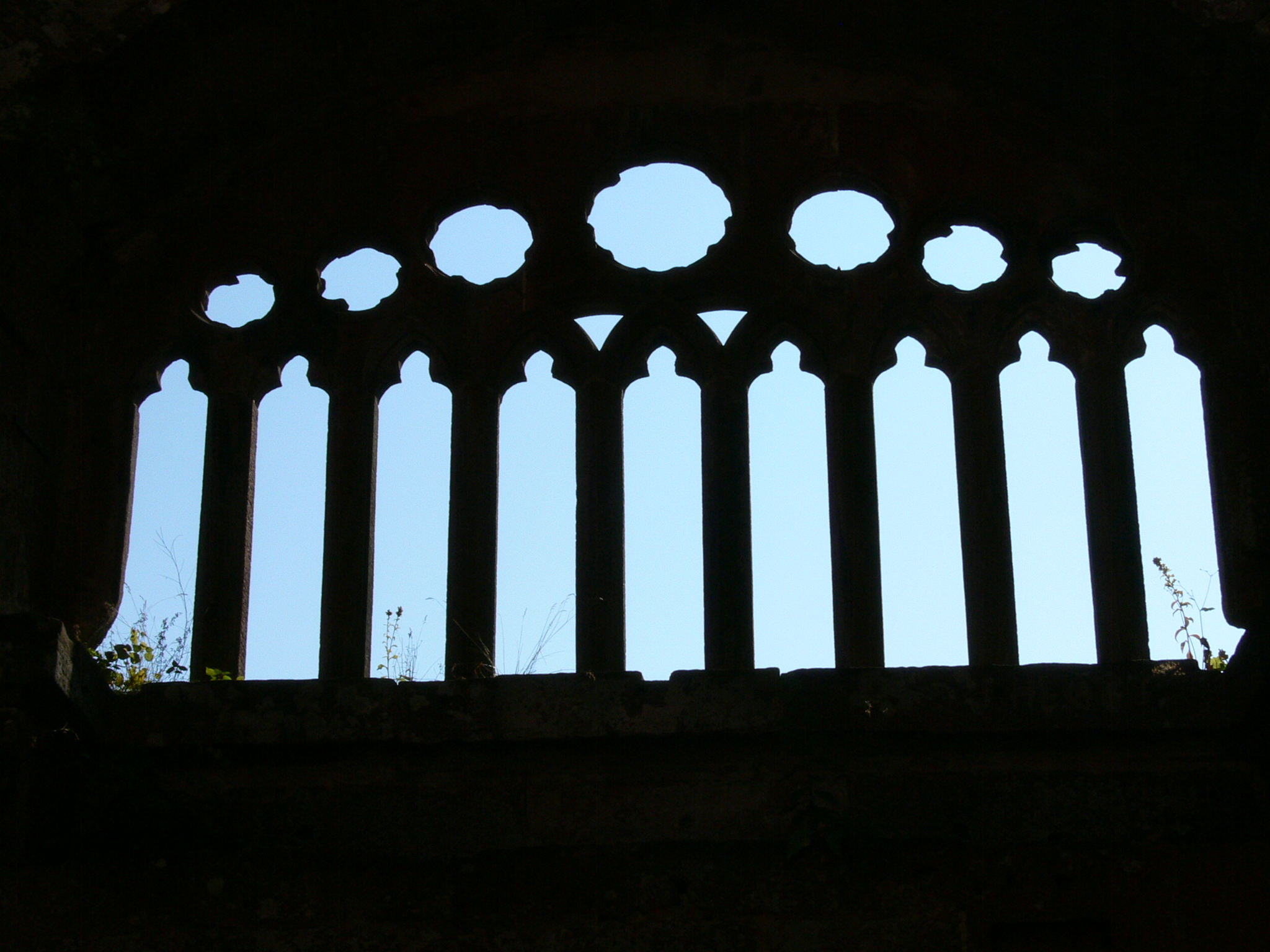
La fenêtre aux neuf lancettes et sept rosaces.
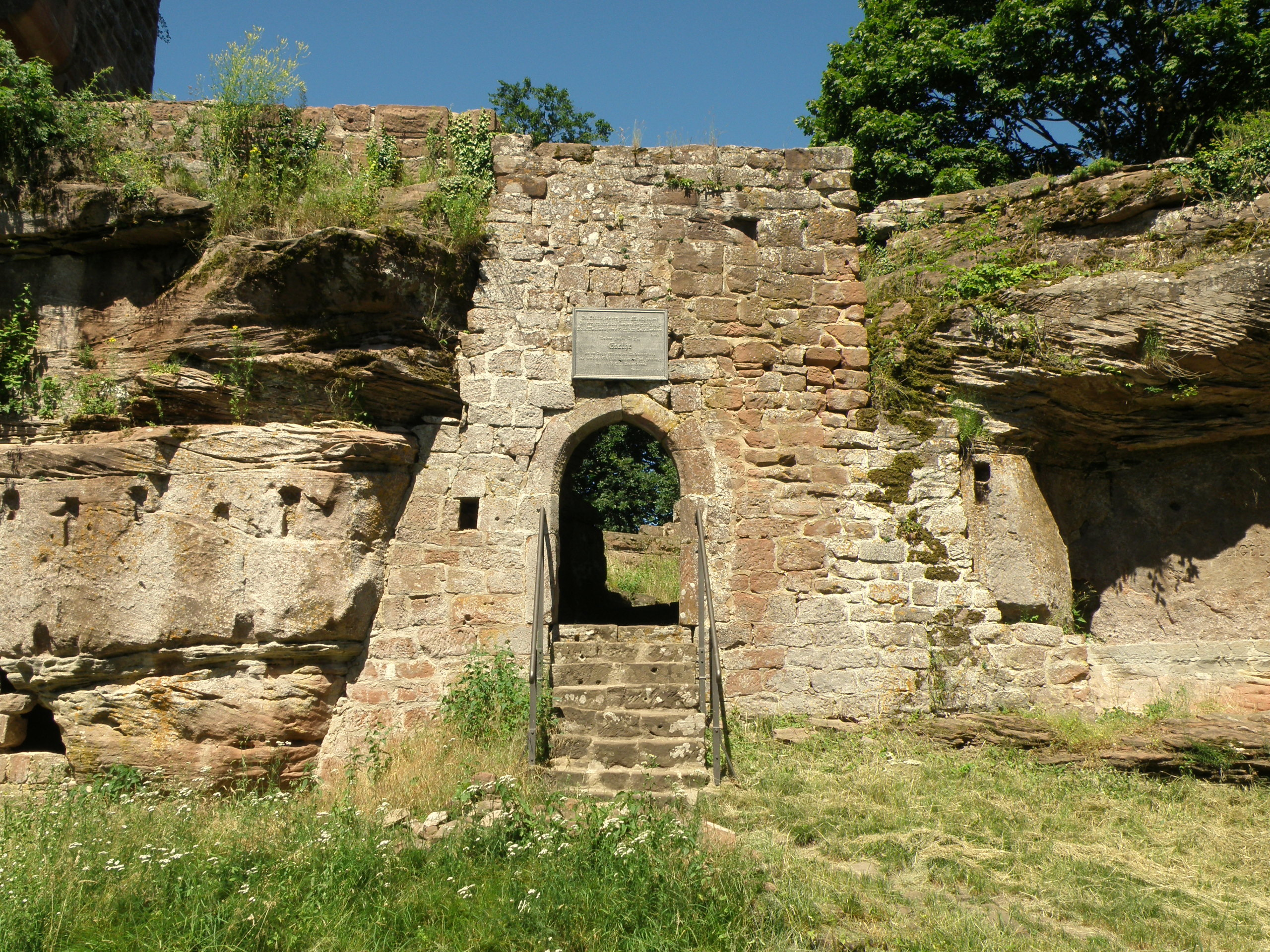
Portail d’entrée de la forteresse avec plaque commémorant la visite de Goethe.
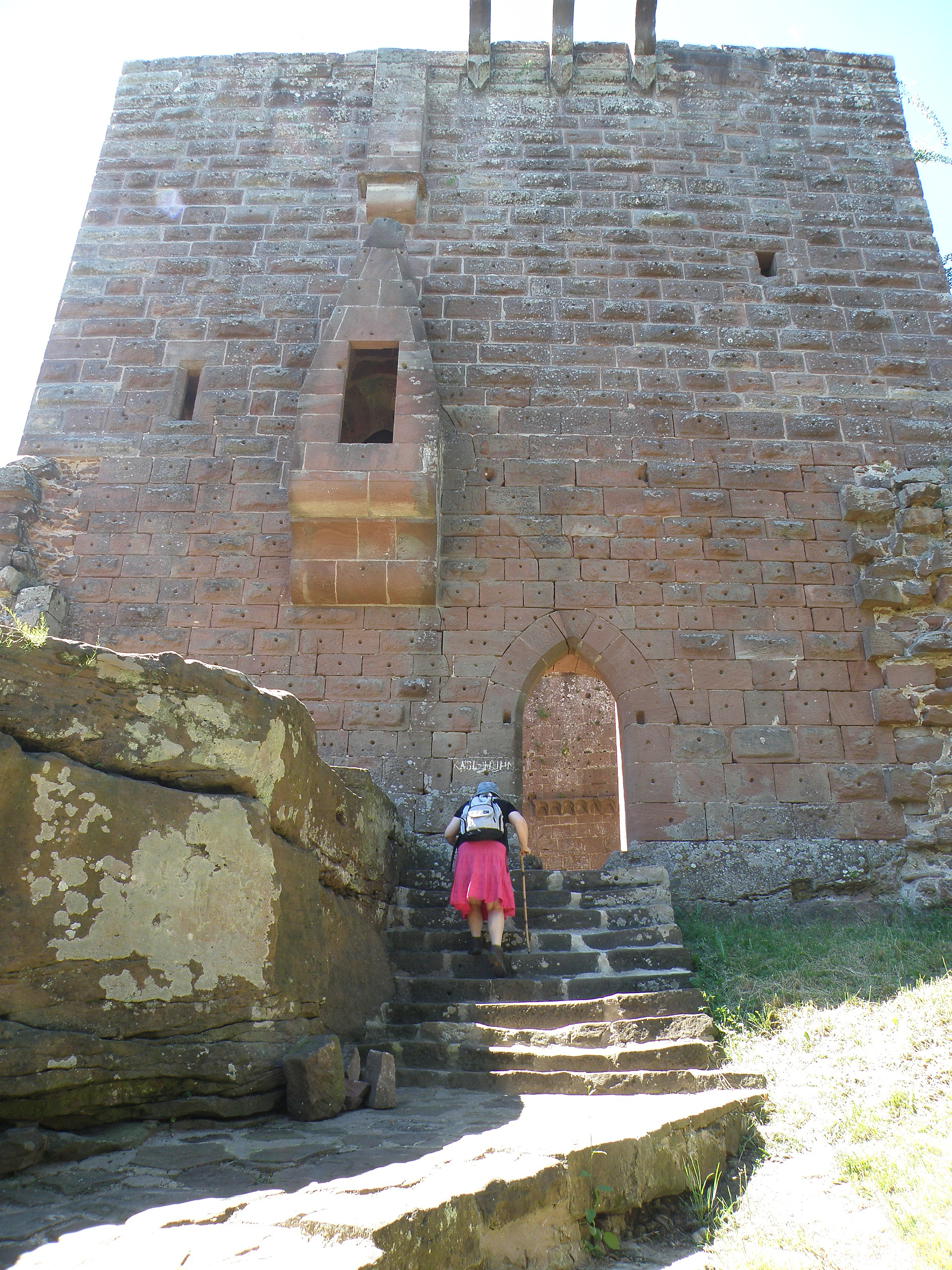
Porte d'entrée du logis seigneurial.
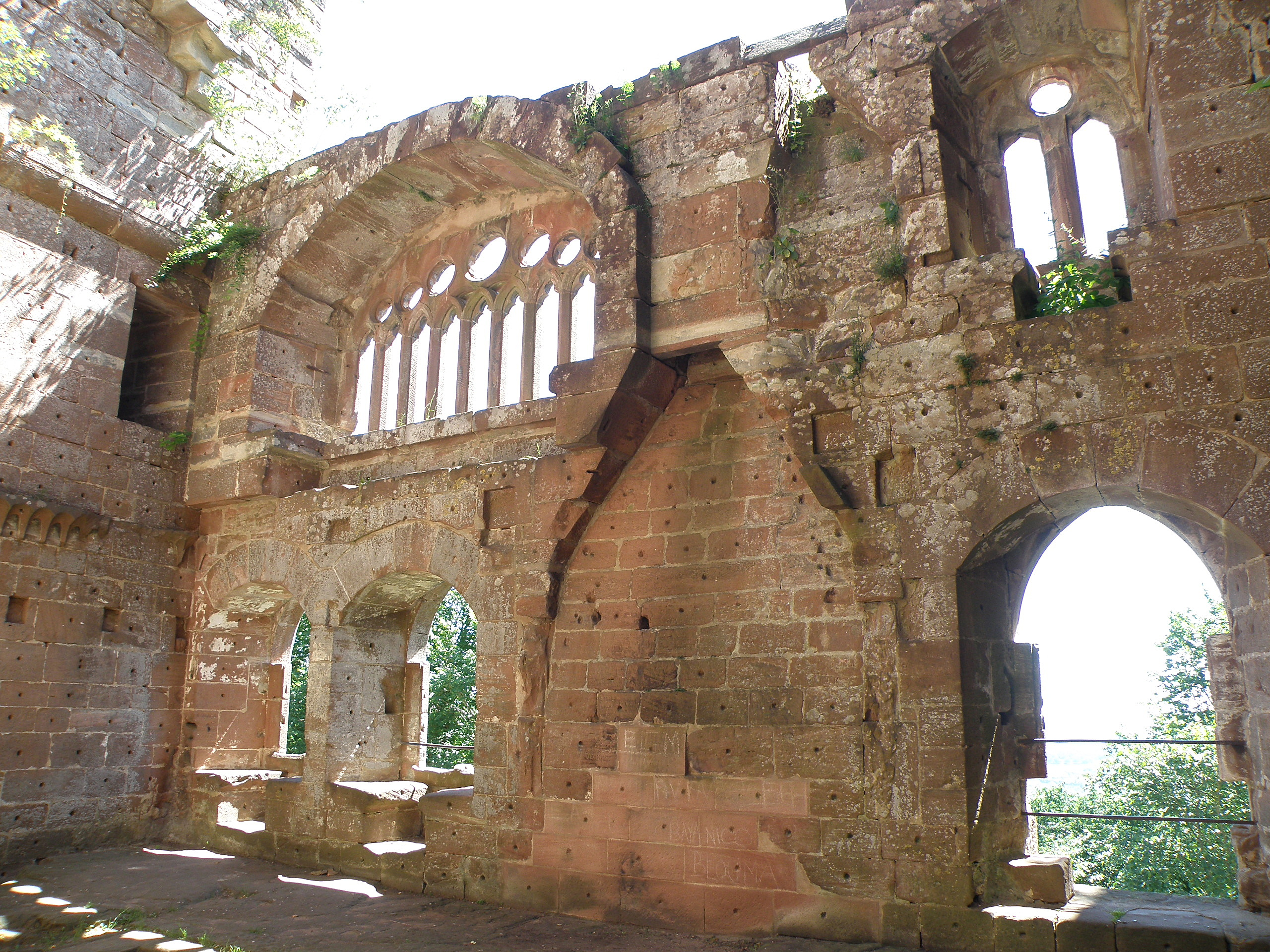
Intérieur du logis seigneurial.

## Particularités de la végétation alentour: une flore castrale
En plus de la flore autochtone acidiphile du grès vosgien on trouve autour des châteaux féodaux de la Vasgovie des plantes adventices, apportées volontairement ou non par l'homme et les animaux domestiques.
On distingue les plantes ornementales, les plantes alimentaires, les plantes médicinales et des plantes opportunistes. Elles ont pu se maintenir autour des sites depuis des siècles.
Le principal botaniste ayant herborisé autour des châteaux est Emile Walter de Saverne, décédé en 1953.
Parmi les espèces introduites autour du château de Wasenbourg, on trouve le Tilleul à grandes feuilles, le Chénopode, l'Ortie dioïque, la Pervenche, la Primevère élevée, la Renouée persicaire, etc.

« La petite Eranthis hyemalis, fleur des chevaliers, s'est maintenue sans relâche depuis cinq siècles là où jadis fut le jardin du château et nous rappelle qu'elle fut plantée ici par un chevalier revenu d'Italie. »

— Henri Ulrich, Châteaux des Vosges. (1960)